# A Doubtful Deal in Dogs
A Doubtful Deal in Dogs è un cortometraggio muto del 1914 diretto da Hay Plumb.

## Trama
Proprietario di un cane che si è dimostrato eroico, un uomo vende cani simili ad acquirenti pieni di false speranze.

## Produzione
Il film fu prodotto dalla Hepworth.

## Distribuzione
Distribuito dalla Hepworth, il film - un cortometraggio di 183 metri - uscì nelle sale cinematografiche britanniche nel febbraio 1914.
Fu distrutto nel 1924 dallo stesso produttore, Cecil M. Hepworth. Fallito, in gravissime difficoltà finanziarie, Hepworth pensò in questo modo di poter almeno recuperare il nitrato d'argento della pellicola.